# Pektin

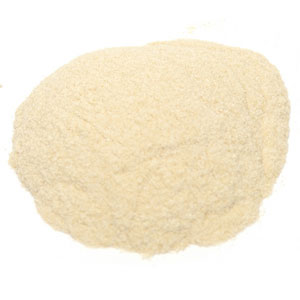
Pektin i pulverform

Pektin är en polysackarid (en kolhydrat) som är vanligt förekommande ingrediens i vissa livsmedel, och finns naturligt i bland annat syrliga äpplen, vinbär, hallon, och citrusfrukters skal. Det finns även mycket pektin i primärväggarna hos högre växter. Strukturen är ytterst komplicerad, och består bland annat av "släta" regioner bestående av polygalakturonsyra, och "håriga" regioner med en huvudkedja av varannan galakturonsyra och varannan rhamnos. Till rhamnosresterna finns ofta sidokedjor kopplade som kan bestå av 20 eller fler monosackaridrester. Galaktos och arabinos är vanliga i sidokedjorna, men flera andra socker förekommer, bland annat den märkliga monosackariden apios, som har en grenad kedja. Kalciumjoner kan tvärbinda två släta regioner genom att bilda starka komplex ("ägglådor") med karboxylsyror i polysackariden. Detta är förklaringen till varför kalciumsalter gelar pektinlösningar.
Sylt blir fastare med pektin, som kan finnas i bären, tillsättas separat eller genom syltsocker.
Pektin rikt på polygalakturonsyra är i allmänhet lättlösligt.
Tekniskt pektin utvinns bland annat från citrusfruktskal, som är pektinrika och erhålls i stora mängder som biprodukt vid juicetillverkning. Det används bland annat som konsistensgivare (förtjockningsmedel) och har då E-nummer 440.
I naturen bryts pektin ned av hydrolytiska pektinaser och av pektinlyaser, tillverkade av bland annat svampar och bakterier. Sådana enzymer används sedan länge för klarning av vin, och även vid beredning av bastfibrer. I det sistnämnda fallet separeras bastfibrerna (som består av bland annat cellulosa) genom att pektinet i mittlamellan bryts ner. Pektin kan finnas i t.ex. godis.
Vid linberedning går rötningen ut på att bryta ner pektinet, så att linfibrerna vid bråkningen lossnar från stjälkens vedartade ämnen.